# Mydaus
Mydaus (česky jezevec) je rod skunkovitých šelem, jenž čítá pouze dva druhy žijící v jihovýchodní Asii.

## Výskyt a systematika
Rod Mydaus zahrnuje pouze dva žijící druhy, přičemž oba dva žijí v jihovýchodní Asii. Jezevec smrdutý (M. javanensis) se vyskytuje na Sumatře, Jávě, Borneu a Natunských ostrovech; jezevec krátkoocasý (M. marchei) je rozšířen na Calamianských ostrovech a na ostrově Palawan (obě oblasti spadají pod Filipíny). M. marchei bývá někdy řazen do samostatného rodu Suillotaxus. Navzdory tomu, že česky jsou tyto druhy nazývány jezevec, nejsou považovány za blízké příbuzné ostatních jezevců z čeledi lasicovitých (Mustelidae). Ačkoli tradiční systematika je spolu s rody Conepatus, Mephitis a Spilogale skutečně sdružovala s ostatními lasicovitými, na základě molekulárních analýz z přelomu 20. a 21. století vytvářejí tyto rody samostatnou čeleď skunkovití (Mephitidae). Rod Mydaus je v podobném případě někdy řazen jako člen samostatné podčeledi Myadinae, ostatní druhy skunků pak spadají do podčeledi Mephitinae. Jezevci rodu Mydaus jsou jedinými zástupci skunkovitých, kteří žijí mimo Ameriku.

## Popis
Oba dva druhy mají špičatou tlamu s protáhlým a pohyblivým čenichem. Jezevec smrdutý dosahuje velikosti těla 37,5–51 cm, ocas měří 5–7,5 cm, hmotnost obvykle nepřesahuje 3 600 g. Jezevec krátkoocasý se vyznačuje menšíma ušima, většími zuby a – jak již jméno napovídá – kratším ocasem. Zbarvení obou druhů je obecně tmavé, s bílými znaky na hlavě a hřbetu. V případě jezevce smrdutého je bíle zbarvena svrchní strana hlavy, podélný bílý pruh se pak táhne skrze celý hřbet až k ocasu. Jezevec krátkoocasý je porostlý bílými až stříbřitými chloupky na hřbetě, někdy na hlavě. Jezevec krátkoocasý i jezevec smrdutý jsou vybaveni dobře vyvinutými análními žlázami, při ohrožení mohou rozstřikovat po narušiteli odporně páchnoucí tekutinu. Staří jávští sultáni využívali dostatečně zředěný sekret k výrobě parfémů; nastrouhaná kůže jezevců smíchaná s vodou zase měla podle domorodců sloužit jako léčivý přípravek proti horečce a revmatickým nemocem.